# دانشگاه اسلامی روتردام
دانشگاه اسلامی روتردام (به هلندی: Islamic University of Applied Sciences Rotterdam) یک دانشگاه در هلند است که در Rotterdam واقع شده‌است.